# The Nation
The Nation è la più antica rivista statunitense fra quelle ancora in vita e pubblicate continuativamente. La sua prima uscita risale al 6 luglio 1865. Ha sede a New York, ma ha uffici anche a Washington, Londra ed in Sudafrica. È considerato uno dei punti di riferimento della Sinistra americana e non.

## Firme
Tra coloro che hanno pubblicato articoli su The Nation vanno annoverati: Albert Einstein, Albert J. Nock, Franz Boas, Patrick Buchanan, Martin Luther King Jr., Bertrand Russell, Barbara Garson, H. L. Mencken, Gore Vidal, Edward Said, Christopher Hitchens, Hunter S. Thompson, Langston Hughes, Ralph Nader, James Baldwin, Kai Bird, Clement Greenberg, Tom Hayden, Daniel Singer, I.F. Stone, Lev Trockij, George Orwell, Henry Miller, Franklin D. Roosevelt, James K. Galbraith, Gaetano Salvemini, John Steinbeck, Barbara Tuchman, T. S. Eliot, Kurt Vonnegut, Robert Frost, Frank Lloyd Wright, Hannah Arendt, Ezra Pound, Henry James, Charles Sanders Peirce, Jean-Paul Sartre, John Maynard Keynes, Naomi Klein, Alexander Cockburn, Tariq Ali, ed il poeta John Beecher.

## Rubriche
- Look Out di Naomi Klein
- Sister Citizen di Melissa Harris-Perry[6]
- Beat the Devil di Alexander Cockburn
- The Liberal Media di Eric Alterman
- Diary of a Mad Law Professor di Patricia J. Williams
- Subject to Debate di Katha Pollitt
- Beneath the Radar di Gary Younge
- Deadline Poet di Calvin Trillin
- The Nation cryptic crossword di Frank W. Lewis
- Minority Report (dal 1982 al 2002) di Christopher Hitchens.
- Dispatches (dal 1984 al 1987) di Max Holland e Kai Bird[7]